# Villabaruz de Campos
Villabaruz de Campos ist ein nordspanischer Ort und eine Gemeinde (municipio) mit 32 Einwohnern (Stand: 2024) im Nordosten der Provinz Valladolid der Autonomen Gemeinschaft Kastilien-León.

## Lage
Der Ort Villabaruz de Campos liegt am Río Sequillo im Zentrum der Comarca Tierra de Campos in der kastilischen Hochebene in einer Höhe von etwa 750 m ü. d. M. Die Provinzhauptstadt Valladolid befindet sich gut 58 km (Fahrtstrecke) südöstlich; die Stadt Palencia ist knapp 50 km in östlicher Richtung entfernt. Das Klima im Winter ist durchaus kalt, im Sommer dagegen warm bis heiß; die spärlichen Regenfälle (ca. 450 mm/Jahr) fallen verteilt übers ganze Jahr.

## Bevölkerungsentwicklung
| Jahr      | 1842  | 1900 | 1950 | 2000 | 2016 |
| Einwohner | k. A. | 333  | 264  | 49   | 37   |

Der dramatische Bevölkerungsrückgang im 20. Jahrhundert ist im Wesentlichen auf die Mechanisierung der Landwirtschaft und den damit einhergehenden Verlust von Arbeitsplätzen zurückzuführen.

## Wirtschaft
Die auf den fruchtbaren Lehm- und Lössböden der Tierra de Campos betriebene Feldwirtschaft und die Haltung von Kleinvieh (v. a. Hühner) bildeten jahrhundertelang die Lebensgrundlage der als Selbstversorger lebenden Bevölkerung der Region; Pferde und Esel wurden als Zug- und Tragtiere gehalten. Seit dem Mittelalter entwickelten sich auch Handwerk, Kleinhandel und Dienstleistungsbetriebe aller Art, die jedoch inzwischen wieder verschwunden sind.

## Geschichte
In vorrömischer Zeit gehörte die Region zum Siedlungsgebiet des keltischen Volksstamms der Vaccäer; später kamen Römer und Westgoten und im 8. Jahrhundert wurde das Gebiet von den Mauren überrannt – alle vier Kulturen haben jedoch in dem ehemals möglicherweise bewaldeten Gebiet keine archäologisch verwertbaren Spuren hinterlassen. Bereits im 9. Jahrhundert eroberten asturisch-leonesische Heere die Gebiete nördlich des Duero zurück (reconquista). Ende des 10. Jahrhunderts machte der maurische Heerführer Almansor die christlichen Erfolge vorübergehend wieder zunichte, aber im 11. Jahrhundert dehnte das Königreich León sein Herrschaftsgebiet erneut bis zur Duero-Grenze aus. Nach vorangegangenen Versuchen vereinigte sich León im Jahr 1230 endgültig mit dem Königreich Kastilien, doch kam es immer wieder zu Auseinandersetzungen. Seine Blütezeit erlebte der Ort im ausgehenden Mittelalter und in der frühen Neuzeit.

## Sehenswürdigkeiten
- Die Iglesia de San Pedro entstammt dem 16. und 17. Jahrhundert und ist in alter Mudéjartradition nahezu vollständig aus Ziegelsteinen erbaut; der zu Beginn des 20. Jahrhunderts hinzugefügte Glockenturm zeigt verputzte Felderfüllungen aus Bruchsteinmaterial. Nord-, West- und Südseite des Bauwerks waren lange Zeit von einem Portikus (galería porticada) umgeben, der jedoch einer Restaurierungsmaßnahme zu Beginn des 21. Jahrhunderts zum Opfer fiel. Das Kircheninnere birgt drei Barockaltäre; das Mittelschiff ist gewölbt, die beiden Seitenschiffe sind flachgedeckt.[5]

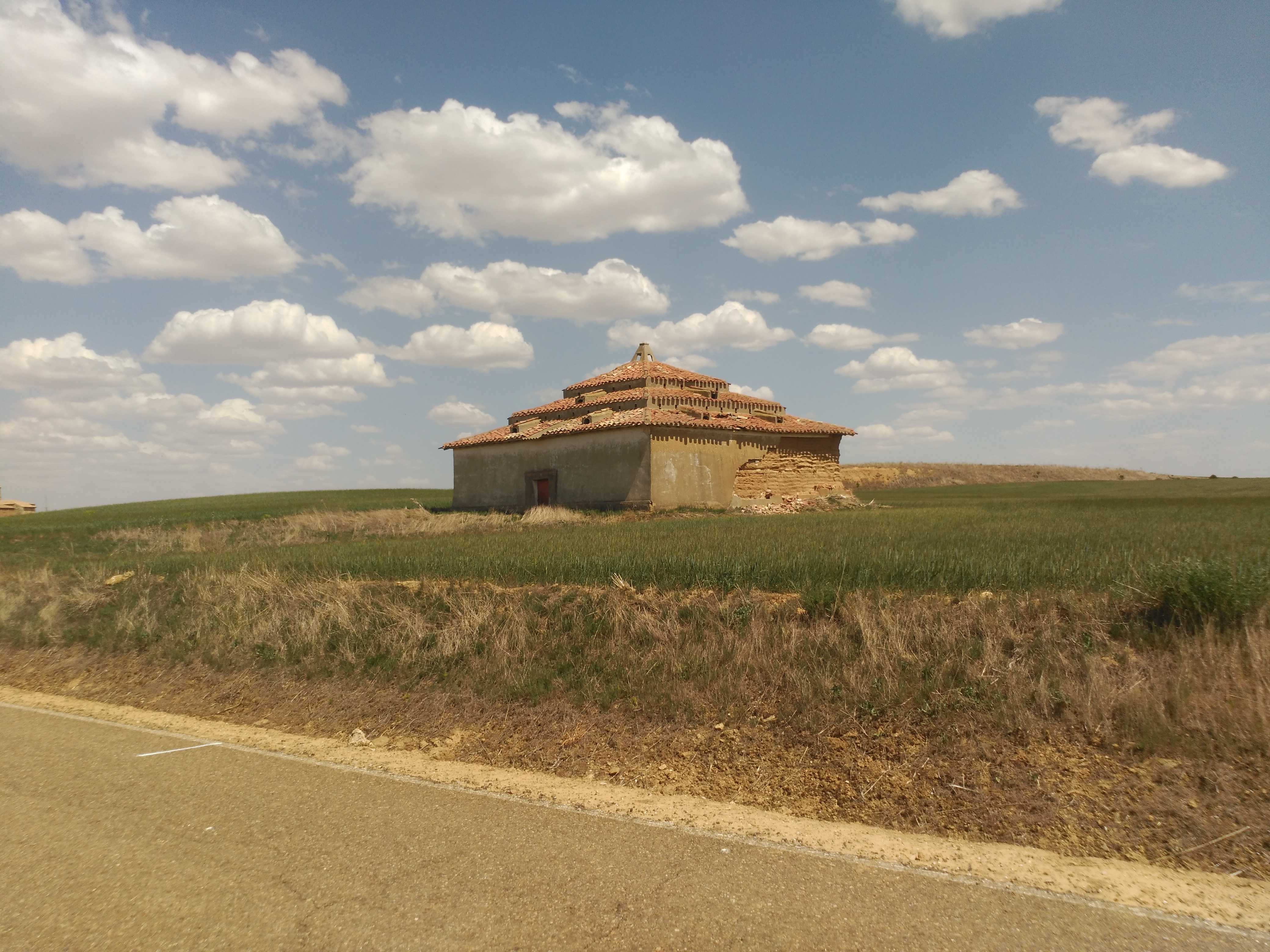
Taubenhaus (palomar)

- Vom ehemaligen Palacio del Rey moro Baruz, dem der Ort seinen Namen verdankt, ist nur noch das Portal erhalten.
- Die Ermita de San Pelayo steht am Ortsrand. Der Bau stammt aus den 17./18. Jahrhundert und ist mit Ausnahme seiner Grundmauern aus Ziegelsteinen erbaut. Der größte Teil der Außenwandflächen ist geringfügig zurückgestuft und verputzt.

Umgebung
- Inmitten der Felder steht ein quadratisches Taubenhaus (palomar) aus Stampflehm.